# Susan Sloan
Susan Estelle Sloan, född 5 april 1958 i Stettler i Alberta, är en kanadensisk före detta simmare.
Sloan blev olympisk bronsmedaljör på 4 x 100 meter medley vid sommarspelen 1976 i Montréal.